# Sorex ornatus
La musaraña ornamentada (Sorex ornatus) es una especie de mamífero de la familia Soricidae (musarañas).  Es endémica del oeste de América del Norte, desde el norte de California en los Estados Unidos hasta Baja California en México. Se conocen ocho subespecies, incluida la extinta musaraña de tule (S. o. juncensis), conocida solo a partir de cuatro especímenes recolectados en 1905, y la musaraña ornamentada de Suisun (S. o. sinuosus), una especie cuya conservación es motivo de preocupación en California. A través de la investigación de la morfología del cráneo y las pruebas genéticas en las poblaciones de musarañas ornamentadas, se ha demostrado que existen tres subdivisiones genéticas principales: la del sur, la del centro y la del norte. Estas tres subdivisiones genéticas de la musaraña ornamentada surgieron de poblaciones de musarañas ornamentadas que se aislaron geográficamente de otras poblaciones.

## Descripción
S. ornatus es de tamaño pequeño y pesa en promedio 5,12 g (0,2 oz). La longitud total de este animal promedia los 99,4 mm (3,9 plg), con una pata trasera de 12,1 mm (0,5 plg). La cola es relativamente corta, mide 37,5 mm (1,5 plg). La musaraña muda, con un cambio en el color del pelaje en diferentes épocas del año. El pelaje es en general monótono, en el que se destaca un marrón en la parte posterior, con tendencia hacia un gris o beige en la parte inferior. En invierno, la coloración del dorso es marrón más oscuro, mientras que el envés tiende a un blanco grisáceo. Las subespecies hacia el sur tienden a ser de mayor tamaño y con marcas más oscuras que las del norte. Debido a la gran variación en el pelaje de la musaraña, no es un medio confiable para identificar las subespecies asociadas con el pelaje. Muchos científicos han recurrido a la secuenciación de genes y la morfología de los dientes para ser más precisos.
El cráneo mide en promedio 16,3 mm (0,6 plg) de longitud. En boca promedia 6,82 mm (0,3 plg) de longitud y la distancia entre las cuencas de los ojos tiene un promedio de 3,31 mm (0,1 plg). El cráneo mide alrededor de 4,59 mm (0,2 plg) largo y 7,96 mm (0,3 plg) ancho.  La forma general del cráneo es bastante plana y ancha, con una depresión entre las cuencas de los ojos.
De todos los vertebrados, las musarañas tienen la mayor masa de cerebro a cuerpo.
La cola de la musaraña es bicolor, variando gradualmente de marrón arriba a más gris debajo.

Cráneo de S. ornatus

## Distribución y hábitat
La musaraña adornada se encuentra a lo largo de partes de la costa oeste de América del Norte y algunas islas cercanas a la costa. La extensión norte está alrededor de los 39 grados de latitud en California. La gama se extiende hacia el sur hasta la península de Baja California. La isla Santa Catalina alberga una población de una subespecie de musaraña ornamentada (S. o. willetti). También hay informes de musarañas ornamentadas en las islas de Santa Cruz y Santa Rosa. 
Las musarañas ornamentadas residen entre marismas costeras y ambientes palustres . A las musarañas les gusta la vegetación densa cerca de una fuente de agua. En los lugares donde se han capturado musarañas, el ambiente ha sido más húmedo que seco, por lo que la eliminación de los hábitats de humedales reduce la tierra para las musarañas. Ciertas subespecies se pueden encontrar solo dentro de hábitats específicos. Las musarañas se han encontrado en altitudes de hasta 2400 metros (7874,0 pies) en las montañas de San Jacinto. Las musarañas ornamentadas alguna vez fueron comunes y estaban muy extendidas en toda su área de distribución geográfica. Sin embargo, las poblaciones en regiones ecológicas sensibles han disminuido drásticamente. Estas áreas incluyen humedales costeros, marismas saladas y pantanos de agua dulce. Las musarañas ornamentadas también son menos comunes o han sido eliminadas de las áreas de agricultura intensiva en el centro de California.

## Alimentación
La musaraña necesita comer durante todo el día debido a su rápido metabolismo y su pequeño tamaño. Pueden comer más de su peso y en su mayoría consumen insectos. Esto podría ser beneficioso porque muchos de los insectos que consumen afectan negativamente a los cultivos. Dependiendo de la época del año, las musarañas comen arañas, gusanos, caracoles y babosas.

## Comportamiento y ecología
El período de reproducción de la musaraña ornamentada comienza a fines de febrero y termina a fines de septiembre u octubre. Las musarañas de tamaño similar tienen un período de gestación de alrededor de 21 días, pero no hay información definitiva disponible sobre la musaraña ornamentada.
Una camada puede constar de 4 a 6 musarañas bebés que se espera que vivan unos 12 meses. No hibernan, sin embargo, algunas especies pueden entrar en un estado de inactividad en situaciones adversas como el frío extremo. Su pequeño tamaño significa que tienen un metabolismo rápido y pierden calor rápidamente. Es por eso que a menudo tienen problemas para mantener su temperatura corporal, especialmente en ambientes más fríos. Su corta esperanza de vida conduce a una alta tasa de rotación anual. Las musarañas necesitan comer al menos 24 insectos por día, especialmente durante las estaciones más frías, cuando una gran parte de su energía se destina a mantenerse calientes.
La musaraña ornamentada ocupa principalmente áreas de vegetación densa, que necesita para refugiarse de los depredadores y lugares para anidar. La destrucción del hábitat es la mayor amenaza para la población de espectáculos ornamentados.
Las musarañas ornamentadas están activas tanto de día como de noche, pero en su mayoría son nocturnas durante la temporada de reproducción, desde la primavera hasta finales del verano. Por lo general, las musarañas ornamentadas no son agresivas entre sí a menos que se encuentren en circunstancias estresantes. En estudios, se ha demostrado que las musarañas maduras se vuelven antagónicas cuando los suministros de alimentos y agua son bajos. Las observaciones de las interacciones entre la estructura de comportamiento de las musarañas ornamentadas masculinas y femeninas son predominantemente femeninas.

## Interacciones humanas

### Estado de conservación
La Unión Internacional para la Conservación de la Naturaleza y los Recursos Naturales (UICN) enumera el estado de conservación de la musaraña ornamentada como "Preocupación menor". La justificación citada es el amplio rango geográfico de distribución y una población lo suficientemente estable como para que no sea apropiado incluir al animal como amenazado. Sin embargo, señalan que los grupos restringidos geográficamente en la península de Baja California pueden ser vulnerables debido a la pérdida de hábitat por la actividad humana y otras presiones ambientales.
Hubo un pequeño esfuerzo para salvar a la musaraña en 1988, pero el Servicio de Pesca y Vida Silvestre de EE. UU. no tomó medidas porque los hábitats de las musarañas fueron destruidos. Tomó hasta 2002 para que la musaraña fuera reconocida como en peligro de extinción.
La musaraña de tule, una subespecie de la musaraña ornamentada, se ha extinguido recientemente. El gobierno de México ha promulgado protecciones legales especiales para las musarañas ornamentadas. Hay áreas protegidas tanto en México como en los Estados Unidos donde se encuentran musarañas ornamentadas. Otra subespecie, la musaraña Catalina (S. ornatus willetti) fue fotografiada en 2020 después de no ser vista durante 15 años.